# 심문규
심문규( 1990년 4월 6일 ~ , 전북특별자치도 임실군)는 대한민국의 희극 배우로 KBS 공채 30기 개그맨으로 데뷔했다.
유튜브 채널인 '심문규'를 운영중이다.

## 학력
- 동암고등학교 졸업
- 예원예술대학교 연극영화학과 휴학

## 출연 작품
- 《개그콘서트》

〈고집불통〉
〈리액션 야구단〉
〈베테랑〉
〈테러블 메이커〉
〈아재씨〉
〈핵갈린 늬우스〉
〈세.젤.예 (세상에서 제일 예민한 사람)〉
〈전설의 개그맨 정명훈〉
〈창과 방패〉
〈돌아가〉
〈조용!必〉
〈아무말 대잔치〉
〈연기돌〉
〈볼빨간 회춘기〉할아버지 3(망치) 역
〈꼬맨스〉 유치원생 역
<다있show>
〈비둘기 마술단〉관람객 역
〈쿵푸허술〉